# Товариство святого Рафаїла для охорони руських емігрантів з Галичини і Буковини
Това́риство св. Рафаї́ла для охоро́ни ру́ських емігра́нтів з Галичини́ і Букови́ни — запомогове товариство, яке виникло в Галичині за ініціативою митрополита Андрея Шептицького та діяло у Львові в 1907—1914 роках як філія загально-австрійського Товариства ім. св. Рафаїла зі завданням допомагати емігрантам і підтримувати з ними зв'язок.

## Діяльність
Діяльність була поширена на всі країни української еміграції. З 1911 року товариство видавало порадник «Еміґрант». Головні діячі: о. Никити Будка, який під час студій 1907 року організував філію австрійського товариства св. Рафаїла для охорони українських емігрантів з Галичини та Буковини і працював у цій організації 5 років, — і М. Заячківський. З 1914 року діяльність товариства припинилася. З 1925 року подібні завдання виконувало Товариство опіки над українськими емігрантами.
Хоч Товариство св. Рафаїла виникло в Австрії, його завданням було не намовляти людей до еміграції, а допомагати тим, які вже мали бажання виїхати. Допомога ця, в першу чергу, полягала в пошуках житла та роботи, запобіганні обману шахраями та работорговцями, а також у створенні можливости підтримки зв'язків з рідними та близькими в Україні.
У своєму пастирському листі, даному у Вінніпезі, єпископ Никита Будка писав про Товариство св. Рафаїла ось так:
Карта поручаюча чи то та, що єї дісталисьте у Львові з «Товариства св. Рафаїла» для опіки над руськими еміґрантами, чи як єї не маєте, та, що єї дістанете в портовім містї Канади від католицького товариства є дуже важна для Вас і єї всюди, особливо у Віннїпеґу тримайте очевидно; то аґенти сего канадійського католицького товариства пізнають Вас і заопікуються Вами, а иньші дадуть Вам спокій.
Дороговказ для русинів, що їдуть до Канади, (1913)